# Cordieria
Cordieria is een geslacht van weekdieren uit de klasse van de Gastropoda (slakken).

## Soort
- Cordieria rouaultii (Dall, 1889)